# Fekete Pál (sportújságíró)
Fekete Pál, 1901-ig Schwarcz (Kecskemét, 1900. május 20. – Budapest, 1965. december 14.) sportújságíró.

## Élete
Schwarcz József (1865–1935) liszt- és sókereskedő és Goldschmid Regina fia. Tanulmányait szülővárosában végezte, majd Budapesten előbb az Angol–Magyar Bank, majd más vállalatok tisztviselője lett. Az 1930-as években a Népszava sportrovatának külső munkatársaként dolgozott. 1945-től a Népsport főmunkatársa volt egészen nyugalomba vonulásáig, azonban utána is bejárt a szerkesztőségbe. Sokoldalú sportújságírói tevékenységet fejtett ki.
A Kozma utcai izraelita temetőben nyugszik (3C-10-13).

## Művei
- Óbudától Firenzéig (Hidegkuti Nándor pályafutása, Budapest, 1962)
- Orth és társai (Budapest, 1963)
- Csikar (Budapest, 1965)

## Díjai, elismerései
- Magyar Népköztársasági Érdemérem bronz fokozat (1952)[5]
- Munka érdemérem (1961)[6]
- Ezüstgerely díj (1964)